# Гранжон, Лара
Лара́ Гранжо́н (фр. Lara Grangeon de Villèle, род. 21 сентября 1991, Нумеа) — французская пловчиха с территории Новая Каледония, которая участвует в индивидуальных соревнованиях по комплексному плаванию и баттерфляем. На Олимпийских играх 2012 года финишировала 18-й в общем зачете в 400 метров комплексным плаванием и не вышла в финал.
В связи со статусом Новой Каледонии как заморской территории Франции Гранжон соревнуется за Новую Каледонию в региональных (Тихоокеанских) соревнованиях и за Францию в континентальных и глобальных соревнованиях. На Тихоокеанских играх 2011 года в Нумеа, Новая Каледония, Гранжон участвовала во всех двадцати женских соревнованиях (включая одно соревнование на открытой воде) и выиграла медали во всех, включая 16 золотых наград. На Играх 2007 и 2011 годов Гранжен плавала в нескольких эстафетных командах вместе с Дианой Буй Дуйе, которая также представляет Францию и Новую Каледонию.
На чемпионате Европы по плаванию на короткой воде 2015 года в Нетании, Израиль, Гранжен побила французский рекорд в индивидуальном плавании на 400 метров комплексным плаванием с временем 4:29.14. Она выиграла бронзовую медаль. Ранее, в 2015 году на чемпионате Франции в Лиможе, она уже побила рекорд Франции на длинной дистанции в этом виде. В 2016 году она снова побила рекорд длинных дистанций, показав время 4:36.61 на чемпионате Франции и олимпийских испытаниях в Монпелье.